# Keith Gray (Basketballtrainer)
Keith Raynard Gray (* 22. März 1963 in Flint, Michigan) ist ein deutscher Basketballtrainer, der in den USA aufgewachsen ist. Als Spieler war Gray nach frühen Stationen in der CBA und auf den Philippinen mehr als zehn Jahre in der Basketball-Bundesliga und in Italien und Griechenland aktiv.

## Spielerkarriere
Als Jugendlicher gehörte Gray der Schulmannschaft der Flint Central High School an. In der Saison 1980/81 war er mit der Mannschaft in allen 28 Spielen siegreich.
Der 1,88 m große Gray spielte während seines Studiums in seinem Heimatland jeweils ein Jahr für die Mannschaften der Northern Illinois University sowie des Wabash Valley College und von 1983 bis 1985 für die Titans der University of Detroit Mercy, bei der er in seiner abschließenden Spielzeit Mannschaftskamerad des später auch in der deutschen Basketball-Bundesliga spielenden Gregory Wendt war. Für Detroit Mercy erzielte Gray in der Saison 1983/84 17 Punkte im Schnitt, 1984/85 waren es 17,5 je Begegnung. In der Saison 1985/86 stand er kurz in Diensten der Mannschaft Detroit Spirits in der Continental Basketball Association (CBA), war dort Mannschaftskamerad von Alvin Dukes.
Ab 1987 ging Gray in Europa auf Korbjagd, wo er zunächst für den TSV Hagen in der 2. Bundesliga auflief, den er in der Saison 87/88 zum Aufstieg in die Basketball-Bundesliga führte und anschließend auch in der ersten Liga vertrat. In der Saison 1988/89 war er mit 541 Punkten bester Korbschütze der Bundesliga-Hauptrunde. Er spielte später in Ludwigsburg, Herten und Tübingen, ehe er 1994 zu TTL Bamberg ging. Hinter Mike Jackel war Gray in der Saison 94/95 zweitbester Bamberger Korbjäger und brachte es auf 16,2 Punkte je Begegnung. In seinem zweiten Bamberger Jahr führte er die Mannschaft und lag mit 17,7 Punkten je Einsatz in der internen Rangliste auf dem Spitzenplatz. Mit Bamberg erreichte er 1995 und 1996 jeweils das Bundesliga-Halbfinale. Während seines Gastspiels in Italien (1996/97 bei Fontanafredda Siena in der Serie A1) war Gray im Angriff weniger bestimmend, er erzielte dort 7,2 Punkte pro Partie.
Nach einem Jahr in Griechenland kehrte Gray in die Bundesliga zurück und verstärkte den TVG Trier. An der Seite von Carl Brown erzielte er 17,1 Punkte pro Begegnung (Saison 98/99), Browns Wert lag noch leicht höher (18,3). Vervollständigt wurde das angriffsstarke Dreiergespann der Moselaner durch Bernard Thompson. In der Saison 1999/2000 waren die Spieler Triers unter den besten zehn Korbschützen der Bundesliga zu finden, wobei Gray mit 17,9 Punkten je Begegnung seinen Kollegen Brown und Thompson punktemäßig knapp den Vortritt lassen musste. Mit 2,1 Ballgewinnen pro Partie lag Gray 1999/2000 ligaweit auf dem vierten Rang. Allerdings lag der für seine Stärke im Schnellangriff bekannte Gray aufgrund einer Verletzung ab Januar 2000 flach, kam nur auf 17 Bundesliga-Spiele und kehrte in der Vorbereitung auf die Saison 2000/01 nach insgesamt achtmonatiger Pause aufs Spielfeld zurück. In seinen letzten beiden Bundesliga-Jahren erreichte er zwar immer noch zweistellige Punktwerte, war aber nicht mehr derart korbgefährlich wie im vorherigen Verlauf seiner Karriere. Mit Trier gewann er 2001 den DBB-Pokal.
Gray stellte mit 65 Punkten in einem Spiel den Bundesliga-Rekord für die höchste Punktausbeute eines einzelnen Spielers in einem Spiel auf: Das war am letzten Spieltag der Saison 1988/89, am 22. März 1989, beim 142:84-Sieg des TSV 1860 Hagen gegen die bereits als Absteiger feststehende SG Braunschweig der Fall. Der Partie wohnten nur 300 Zuschauer bei. Zur Halbzeit hatte er nur 19 Punkte erzielte, traf dann kurz nach der Halbzeit mehrere Würfe in Folge und spielte sich in einen Rausch. Eigentlich hätte Gray gar nicht an dem Spiel teilnehmen wollen. Da es sich um das letzte Saisonspiel handelte, der Klassenerhalt Hagens feststand und Gray auch nicht mehr von der Spitze der Bundesliga-Korbjägerliste verdrängt werden konnte, ging er in der Woche vor der Partie auf die Vereinsverantwortlichen mit der Bitte zu, ihn vorzeitig in sein Heimatland zurückfliegen zu lassen, was diese aber ablehnend beschieden. Mit seinen 65 Punkten verbesserte er die im Vorjahr von Andre Hills aufgestellte Bestmarke von 59 Punkten. Gray erzielte in der Bundesliga insgesamt 4758 Punkte.

## Trainerkarriere
Nach dem Ende seiner langjährigen Spielerkarriere 2002 übernahm Gray sofort ein Traineramt in der höchsten deutschen Spielklasse bei den X-Rays in Würzburg. Im März des darauffolgenden Jahres wurde er von Aaron McCarthy als Trainer abgelöst und Gray übernahm zur folgenden Saison das Traineramt beim ehemaligen Erstligisten USC Freiburg in der 2. Basketball-Bundesliga Gruppe Süd. Dort wurde die Zusammenarbeit nach einer Saison beendet.
Gray arbeitete danach als Jugendtrainer in Trier, bevor ihn die Coocoon Baskets Weiden für die Zweitliga-Spielzeit 2005/06 verpflichteten. Nach ordentlichem Saisonauftakt wurde Gray nach einer Niederlagenserie vom Zweitliga-Aufsteiger Anfang Februar 2006 entlassen. Wenige Wochen später wurde er vom ETB SW Essen aus der Nordgruppe der zweiten Liga verpflichtet. Ihm gelang es nicht, den sportlichen Abstieg zu verhindern, so dass die Schwarz-Weißen als ETB Wohnbau Baskets Essen die Saison 2006/07 in der 1. Regionalliga West spielten. Nach einem Platz im Mittelfeld der Regionalliga bekam er ein Angebot vom Reviernachbarn Schalke 04 und wechselte zur Saison 2007/08 in die ProA, die die bisherigen Regionalgruppen der Zweiten Liga ersetzte. Gray hatte hier keinen Erfolg und der Vertrag wurde bereits im November des Jahres aufgelöst.
Zur Saison 2008/09 übernahm Gray das Traineramt bei den TVG Baskets Trier, der Regionalliga-Reserve des Erstligisten TBB Trier, für die er seine letzten Jahre als Spieler aktiv war. In der darauffolgenden Saison 2009/10 übernahm er dann das Traineramt beim Regionalligisten BSW Sixers, dem Kooperationspartner des Erstligisten Mitteldeuscher BC. Nachdem absehbar war, dass sich die hohen Erwartungen des Vereins nicht erfüllten, wurde der Vertrag mit Gray auch hier vorzeitig aufgelöst.
Anschließend kehrte er in sein Heimatland zurück und arbeitete unter anderem als Nachwuchstrainer. Im Oktober 2012 wurde er Trainer der Jungenmannschaft der Southwestern Academy High School in seiner Heimatstadt Flint. Als solcher war er zwei Jahre beschäftigt. 2017 trat Gray am Great Lakes Christian College das Amt des Assistenztrainers an. An der Hochschule war er in dieser Zeit auch als Student eingeschrieben und erlangte einen Abschluss im Fach Sportverwaltung. Er wurde Sportlicher Leiter der International Academy of Flint und ebenfalls Assistenztrainer der Profimannschaft Flint United.